# NGC 1388
NGC 1388 је елиптична галаксија у сазвежђу Еридан која се налази на NGC листи објеката дубоког неба.
Деклинација објекта је - 15° 53' 58" а ректасцензија 3h 38m 12,0s. Привидна величина (магнитуда) објекта NGC 1388 износи 13,8 а фотографска магнитуда 14,8. NGC 1388 је још познат и под ознакама NPM1G -16.0146, PGC 13402.